# 松沢卓二
松澤 卓二（まつざわ たくじ、1913年（大正2年）7月17日 - 1997年（平成9年）9月8日）は、日本の銀行家。富士銀行頭取、会長のほか、全国銀行協会連合会会長、経済団体連合会、日本経営者団体連盟副会長等を歴任した。その風貌と行動力がフランスの英雄を彷彿させるとして金融界のナポレオンと呼ばれた。

## 人物・来歴
東京・日本橋蛎殻町に生まれる。父は弁護士で裕福な家庭に育った。
東京府立第六中学校、旧制第六高等学校を経て、東京帝国大学法学部法律学科を卒業。
安田財閥の持株会社である安田保善社の入社試験に合格し、富士銀行の前身となる安田銀行に入行。初任地として馬喰町支店に配属となる。その後、赤紙が来て満州に渡り、幹部候補生学校に入学し、少尉に任官となる。だが、実戦を経ることなく、1942年（昭和17年）11月に除隊となり帰国。馬喰町支店に復帰し程なく本店営業部貸付課に移動となる。終戦を挟み、1946年（昭和21年）1月業務部業務課に移動。最年少の課長代理としてGHQを担当し、預金封鎖と新円切替に携わった。この間、財閥商号使用禁止で、48年10月1日、安田銀行は富士銀行に名称を改めた。
富士銀行は当時の日本において最大の資本金を持ち豊富な資金量を有する銀行として発足した。だが、2位の三菱銀行、3位の住友銀行が各々の企業集団を背景にトップの座を目指し猛攻を開始し、富士銀行は次第に苦戦が目立ち始めた。そこで松沢が、日本経済の主流になると思われる企業との取引を拡大していこうとする戦略である"経済主流取引"プランを立案。この戦略を取ったことが奏功し、高度経済成長期に選別した対象企業は潤沢な資金提供によって急成長を遂げ、後に芙蓉グループと呼ばれる富士銀行親密企業群の中核メンバーとなった。この後、人事課長を経て重化学工業を担当する本店営業部貸付課長となり、自身立案の経済主流取引を実践し、1958年（昭和33年）10月から半年の日程で、銀行業務のコンピュータ化の調査研究のため、米国、欧州の銀行へと視察に出向いた。
帰国後の1959年（昭和34年）に初代総務部長、61年に取締役、63年に常務となる。65年に岩佐凱実頭取が全銀協会長に就任すると、松沢はその補佐役として一般委員長に就任した。この時、折からの昭和40年不況によって、歳入欠陥が生じ福田赳夫蔵相は金額にして2000億円の赤字国債の発行を決め、当初は日本銀行が引き受けるとの計画を立てていたが、インフレーションを助長する懸念もあり、全銀協のみならずほかの経済団体も猛反対した。結局、公募方式で発行することになるのだが、松沢はこれを成功させるべく東奔西走した。また当時、都市銀行は外国為替銀行法に基づく外国為替専門銀行であった東京銀行を除き、12行あったが、都銀のみに関する問題を議論する場がなかった。このため、松沢が非公式の都銀結集の場として、三菱銀の黒川久専務、住友銀の安藤太郎専務（のち住友不動産社長）、三和銀行の赤司俊雄常務（のち頭取）らに都銀懇談会の設立を呼びかけ、1967年（昭和42年）12月、各行の常務、専務クラスを構成員として同会は発足した。このほか、1970年（昭和45年）に雷門支店において19億円もの不正融資事件（雷門事件）が発覚し、岩佐頭取は国会に呼ばれるが、松沢は事実の究明と当局への釈明、新聞やテレビの取材対応に追われた。

### 頭取就任
1975年（昭和50年）5月、佐々木邦彦頭取の後を受け、頭取に就任する。雷門事件の苦い経験を踏まえ、サウンド・バンキング・ポリシーの徹底のため、検査部の強化を図ったほか、富士銀ファクターの設立、カードローンの取扱の開始、現金自動預け払い機の設置、オンラインシステムの構築などの新基軸を続々と打ち出した。78年4月、全銀協会長に就任し、金利自由化の第一歩として譲渡性預金（CD）の創設に取り組み、創設を審議する金融制度調査会では殆どの委員が反対する中、松沢が徳田博美大蔵省銀行局長などを説得し業界をまとめ上げ、CDは創設にこぎ着けている。
松沢の頭取就任に先立って、71年10月に第一銀行と日本勧業銀行が合併し第一勧業銀行が誕生した。第一勧銀の発足によって、富士銀行は資金量日本一の座を失った。松沢は「数年で抜き返して見せる」と豪語し、頭取になって間もない頃から都銀懇談会を一緒に作り、懇意な三和銀の赤司頭取と合併に向けた話し合いを始め、間もなく、端田泰三常務（のち頭取）に先方との交渉を任せ、作業は順調に進んだ。しかし、三和のドンであった日本銀行出身の渡辺忠雄相談役名誉会長が合併に反対したため、合併話は流れた。

### 会長に退く
1981年（昭和56年）6月、会長に退き、荒木義朗副頭取が後任として昇格した。会長となると稲山嘉寛経団連会長からの求めに応じ、財政金融委員長に就いたほか、臨時行政改革推進審議会委員の瀬島龍三からの懇請を受け、83年10月、国鉄監査委員会委員長となり、最後の委員長も務めた。また87年には日経連会長に内定していた鈴木永二から頼まれ、金融界では初めて副会長に収まった。
1997年（平成9年）9月8日、肝不全で死去。84歳。

## 著書
- 『私の銀行昭和史 (私の昭和史シリーズ) 』東洋経済新報社、1985年。ISBN 4492812717。
- 松沢卓二、石原俊、宇野収、稲葉興作、永山武臣『私の履歴書 経済人 31』日本経済新聞社、2004年6月。